# مسجد بادشاهي
مسجد بادشاهي هو مسجد جامع يقع في لاهور بالباكستان.
بناه السلطان المغولي السادس أورنكزيب. شيد بين 1671 و 1673، وكان أكبر مسجد في العالم عند البناء. وهو ثاني أكبر مسجد في باكستان وخامس أكبر مسجد في العالم حالياً . ومن معالم لاهور الأكثر شهرة ونقطة جذب سياحية رئيسية.
وهو من أهم مساجد في باكستان ومنطقة جنوب آسيا.